# Elisabeth de Ranitz-Labouchere
Elisabeth de Ranitz-Labouchere (Utrecht, 6 november 1939 - Zeist, 21 november 2003) was een Nederlandse egyptologe.

## Biografie
Ze was een dochter van kunsthistoricus prof. George Charles Labouchere en Frederika Boukje de Vries. Zij studeerde kunstgeschiedenis, theologie en egyptologie aan de Universiteit Leiden, en studeerde in 1969 af op een scriptie Het probleem van de koptische invloed op de vroegchristelijke kunst van Ierland. Ze werkte aan een vertaling van de Erasmusbijbel aan de theologische faculteit van de Universiteit Leiden. Na haar studie was zij onder meer werkzaam in het bankwezen.
Labouchere werkte mee aan opgravingen in Egypte en/of Nubië. In 1974 werkte zij in Qasr Ibrim als archeologe bij een Britse opgraving. Zij was redactrice van het wetenschappelijk tijdschrift Nubian Studies en penningmeester van de vereniging Ex Oriente Lux (1973-1991). In deze functies bevorderde zij (de belangstelling voor) de studies van het Oude Nabije Oosten. Als penningmeester van het Koninklijk Nederlandsch Genootschap voor Geslachts- en Wapenkunde publiceerde zij enkele artikelen in het blad van het Genootschap, De Nederlandsche Leeuw. In 1973 organiseerde zij samen met M.N. van Loon en C.J. de Bruyn Kops een tentoonstelling van tekeningen door Jonkheer Pieter van Loon (1801-1873), waar zij ook de catalogus bij verzorgde.
Labouchere was rechtsdame van de Johanniter Orde en draagster van het Ridderkruis van de Republiek Hongarije.
Haar eerste huwelijk, met Johannes Trapman, werd gesloten op 16 februari 1967; het echtpaar scheidde 17 december 1974. Zij hertrouwde op 25 oktober 1976 te Oegstgeest met jhr. Paul Frans De Ranitz tot Doornick. Beide huwelijken bleven kinderloos.
Labouchere overleed op 21 november 2003 te Zeist.